# Aporosa quadrilocularis
Aporosa quadrilocularis är en emblikaväxtart som först beskrevs av Friedrich Anton Wilhelm Miquel, och fick sitt nu gällande namn av Johannes Müller Argoviensis. Aporosa quadrilocularis ingår i släktet Aporosa och familjen emblikaväxter. Inga underarter finns listade i Catalogue of Life.